# TSG Entertainment
TSG Entertainment Finance LLC, que opera como TSG Entertainment, es una entidad de financiación cinematográfica estadounidense.
TSG se estableció después del estreno en cines de Estados Unidos de Parental Guidance para reemplazar a Dune Entertainment cuando Dune no renovó su acuerdo con 20th Century Fox . Fox estaba buscando un nuevo acuerdo de cofinanciación a largo plazo y llegó a un acuerdo con TSG Entertainment. TSG también tiene un acuerdo de cofinanciación con Sony Pictures Motion Picture Group desde 2022.
TSG significa empresa matriz The Seelig Group .  El logotipo de TSG es una representación de un hombre con un arco disparando una flecha a través de varias cabezas de hacha, similar a Odiseo de la Odisea de Homero . 

## Historia
La entidad financiera fue fundada por el ex socio de Dune, Chip Seelig, con financiación mayoritaria de Magnetar Capital y financiación adicional de Seelig y otros. Seelig había dejado Dune en mayo de 2011 para lanzar una nueva empresa de financiación.
En ese momento, TSG también estaba buscando financiación de deuda de entre 300 y 400 millones de dólares de los bancos.  En noviembre de 2015, Bona Film Group, un estudio cinematográfico chino, invirtió 235 millones de dólares en TSG.
Debido a la adquisición de 21st Century Fox (sin ciertas unidades) por parte de The Walt Disney Company el 20 de marzo de 2019, Disney heredó el acuerdo de Fox con TSG para 20th Century Fox (ahora 20th Century Studios).

### Pleito
En 2023, TSG demandó a Disney, alegando incumplimiento de contrato en la financiación de las películas de 20th Century Fox y su distribución a plataformas de streaming. 

## Películas

### 2013
| Fecha de lanzamiento | Título                                  | Distribuidor             | Notas                      |
| -------------------- | --------------------------------------- | ------------------------ | -------------------------- |
| 14 de febrero        | A Good Day to Die Hard                  | 20th Century Fox         | La primera película de TSG |
| 5 de abril           | Trance                                  | Fox Searchlight Pictures |                            |
| 7 de junio           | The Internship                          | 20th Century Fox         |                            |
| 28 de junio          | The Heat                                | 20th Century Fox         |                            |
| 5 de julio           | The Way, Way Back                       | Fox Searchlight Pictures |                            |
| 26 de julio          | The Wolverine                           | 20th Century Fox         |                            |
| 7 de agosto          | Percy Jackson y el mar de los monstruos | 20th Century Fox         |                            |
| 20 de septiembre     | Enough Said                             | Fox Searchlight Pictures |                            |
| 27 de septiembre     | Reclamo de equipaje                     | Fox Searchlight Pictures |                            |
| 25 de octubre        | The Counselor                           | 20th Century Fox         |                            |
| 8 de noviembre       | La ladrona de libros                    | 20th Century Fox         |                            |
| 29 de noviembre      | Black Nativity                          | Fox Searchlight Pictures |                            |
| 25 de diciembre      | The Secret Life of Walter Mitty         | 20th Century Fox         |                            |

### 2014
| Fecha de lanzamiento | Título                                          | Distribuidor                                                              |
| -------------------- | ----------------------------------------------- | ------------------------------------------------------------------------- |
| 17 de enero          | Devil's Due                                     | 20th Century Fox                                                          |
| 7 de febrero         | The Monuments Men                               | Sony Pictures Releasing (Estados Unidos) 20th Century Fox (Internacional) |
| 28 de febrero        | Son of God                                      | 20th Century Fox                                                          |
| 7 de marzo           | The Grand Budapest Hotel                        | Fox Searchlight Pictures                                                  |
| 25 de abril          | The Other Woman                                 | 20th Century Fox                                                          |
| 2 de mayo            | Belle                                           | Fox Searchlight Pictures                                                  |
| 23 de mayo           | X-Men: Days of Future Past                      | 20th Century Fox                                                          |
| 6 de junio           | The Fault in Our Stars                          | 20th Century Fox                                                          |
| 11 de julio          | Dawn of the Planet of the Apes                  | 20th Century Fox                                                          |
| 15 de agosto         | Let's Be Cops                                   | 20th Century Fox                                                          |
| 12 de septiembre     | The Drop                                        | Fox Searchlight Pictures                                                  |
| 19 de septiembre     | The Maze Runner                                 | 20th Century Fox                                                          |
| 3 de octubre         | Gone Girl                                       | 20th Century Fox                                                          |
| 17 de octubre        | Birdman or (the Unexpected Virtue of Ignorance) | Fox Searchlight Pictures                                                  |
| 5 de diciembre       | Wild                                            | Fox Searchlight Pictures                                                  |
| 12 de diciembre      | Exodus: Gods and Kings                          | 20th Century Fox                                                          |
| 19 de diciembre      | Night at the Museum: Secret of the Tomb         | 20th Century Fox                                                          |

### 2015
| Fecha de lanzamiento | Título                                 | Distribudor                                                                           |
| -------------------- | -------------------------------------- | ------------------------------------------------------------------------------------- |
| 9 de enero           | Taken 3                                | 20th Century Fox                                                                      |
| 13 de febrero        | Kingsman: The Secret Service           | 20th Century Fox                                                                      |
| 6 de marzo           | The Second Best Exotic Marigold Hotel  | Fox Searchlight Pictures                                                              |
| 10 de abril          | The Longest Ride                       | 20th Century Fox                                                                      |
| 1 de mayo            | Far from the Madding Crowd             | Fox Searchlight Pictures                                                              |
| 22 de mayo           | Poltergeist                            | 20th Century Fox                                                                      |
| 5 de junio           | Spy                                    | 20th Century Fox                                                                      |
| 24 de julio          | Paper Towns                            | 20th Century Fox                                                                      |
| 7 de agosto          | Fantastic Four                         | 20th Century Fox                                                                      |
| 21 de agosto         | Hitman: Agent 47                       | 20th Century Fox                                                                      |
| 18 de septiembre     | Maze Runner: The Scorch Trials         | 20th Century Fox                                                                      |
| 2 de octubre         | The Martian                            | 20th Century Fox                                                                      |
| 16 de octubre        | Bridge of Spies                        | Walt Disney Studios Motion Pictures (Estados Unidos)/20th Century Fox (Internacional) |
| 25 de noviembre      | Victor Frankenstein                    | 20th Century Fox                                                                      |
| 18 de diciembre      | Alvin and the Chipmunks: The Road Chip | 20th Century Fox                                                                      |
| 25 de diciembre      | Joy                                    | 20th Century Fox                                                                      |

### 2016
| Fecha de lanzamiento | Título                                      | Distribuidor             |
| -------------------- | ------------------------------------------- | ------------------------ |
| 12 de febrero        | Deadpool                                    | 20th Century Fox         |
| 26 de febrero        | Eddie the Eagle                             | 20th Century Fox         |
| 4 de marzo           | The Other Side of the Door                  | 20th Century Fox         |
| 8 de abril           | Demolición                                  | Fox Searchlight Pictures |
| 27 de mayo           | X-Men: Apocalipsis                          | 20th Century Fox         |
| 24 de junio          | Resurgence                                  | 20th Century Fox         |
| 8 de julio           | Mike and Dave Need Wedding Dates            | 20th Century Fox         |
| 22 de julio          | Absolutely Fabulous: The Movie              | Fox Searchlight Pictures |
| 2 de septiembre      | Morgan                                      | 20th Century Fox         |
| 30 de septiembre     | Miss Peregrine's Home for Peculiar Children | 20th Century Fox         |
| 21 de octubre        | Keeping Up with the Joneses                 | 20th Century Fox         |
| 23 de diciembre      | Why Him?                                    | 20th Century Fox         |
| 25 de diciembre      | Hidden Figures                              | 20th Century Fox         |

### 2017
| Fecha de lanzamiento | Título                              | Distribuidor                                                          |
| -------------------- | ----------------------------------- | --------------------------------------------------------------------- |
| 3 de marzo           | Logan                               | 20th Century Fox                                                      |
| 3 de marzo           | Table 19                            | Fox Searchlight Pictures                                              |
| 12 de mayo           | Snatched                            | 20th Century Fox                                                      |
| 19 de mayo           | Alien: Covenant                     | 20th Century Fox                                                      |
| 19 de mayo           | Diary of a Wimpy Kid: The Long Haul | 20th Century Fox                                                      |
| 9 de junio           | My Cousin Rachel                    | Fox Searchlight Pictures                                              |
| 14 de julio          | War for the Planet of the Apes      | 20th Century Fox                                                      |
| 18 de agosto         | Patti Cake$                         | Fox Searchlight Pictures                                              |
| 22 de septiembre     | Kingsman: The Golden Circle         | 20th Century Fox                                                      |
| 6 de octubre         | The Mountain Between Us             | 20th Century Fox                                                      |
| 13 de octubre        | Goodbye Christopher Robin           | Fox Searchlight Pictures                                              |
| 10 de noviembre      | Murder on the Orient Express        | 20th Century Fox                                                      |
| 1 de diciembre       | The Shape of Water                  | Fox Searchlight Pictures                                              |
| 20 de diciembre      | The Greatest Showman                | 20th Century Fox                                                      |
| 22 de diciembre      | The Post                            | 20th Century Fox (Estados Unidos)/ Universal Pictures (Internacional) |

### 2018
| Fecha de lanzamiento | Título                      | Distribuidor     |
| -------------------- | --------------------------- | ---------------- |
| 26 de enero          | Maze Runner: The Death Cure | 20th Century Fox |
| 2 de marzo           | Red Sparrow                 | 20th Century Fox |
| 16 de marzo          | Love, Simon                 | 20th Century Fox |
| 18 de mayo           | Deadpool 2                  | 20th Century Fox |
| 3 de agosto          | Mentes poderosas            | 20th Century Fox |
| 14 de septiembre     | El Depredador               | 20th Century Fox |
| 12 de octubre        | Bad Times at the El Royale  | 20th Century Fox |
| 2 de noviembre       | Bohemian Rhapsody           | 20th Century Fox |
| 16 de noviembre      | Viudas                      | 20th Century Fox |

### 2019
| Fecha de lanzamiento | Título                        | Distribuidor                                                                                                | Notas                                                |
| -------------------- | ----------------------------- | --- | ---------------------------------------------------- |
| 25 de enero          | The Kid Who Would Be King     | 20th Century Fox                                                                                            |                                                      |
| 14 de febrero        | alita: Battle Angel           | 20th Century Fox                                                                                            |                                                      |
| 15 de marzo          | The Aftermath                 | Fox Searchlight Pictures                                                                                    |                                                      |
| 7 de junio           | Dark Phoenix                  | 20th Century Fox                                                                                            | La primera película de TSG tras la fusión Disney-Fox |
| 12 de julio          | Stuber                        | 20th Century Fox                                                                                            |                                                      |
| 9 de agosto          | The Art of Racing in the Rain | 20th Century Fox                                                                                            |                                                      |
| 21 de agosto         | Ready or Not                  | Fox Searchlight Pictures                                                                                    |                                                      |
| 20 de septiembre     | Ad Astra                      | 20th Century Fox                                                                                            |                                                      |
| 4 de octubre         | Lucy in the Sky               | Fox Searchlight Pictures                                                                                    |                                                      |
| 18 de octubre        | Jojo Rabbit                   | Fox Searchlight Pictures                                                                                    |                                                      |
| 1 de noviembre       | terminator: Dark Fate         | Paramount Pictures (Estados Unidos) 20th Century Fox (a través de Buena Vista International, internacional) |                                                      |
| 15 de noviembre      | Ford v Ferrari                | 20th Century Fox                                                                                            |                                                      |

### 2020
| Fecha de lanzamiento | Título               | Distribuidor         |
| -------------------- | -------------------- | -------------------- |
| 10 de enero          | Underwater           | 20th Century Fox     |
| 14 de febrero        | Downhill             | Searchlight Pictures |
| 21 de febrero        | The Call of the Wild | 20th Century Studios |
| 28 de febrero        | Wendy                | Searchlight Pictures |
| 28 de agosto         | The New Mutants      | 20th Century Studios |
| 23 de octubre        | The Empty Man        | 20th Century Studios |

### 2021
| Fecha de lanzamiento | Título                            | Distribuidor                        | Notas |
| -------------------- | --------------------------------- | ----------------------------------- | --- |
| 19 de febrero        | Nomadland                         | Searchlight Pictures                | |
| 14 de mayo           | La mujer en la ventana            | Netflix                             | Solo el titular de los derechos de autor; crédito "en asociación con" compartido con 20th Century Studios ; producido por Fox 2000 Pictures |
| 30 de julio          | Jungle Cruise                     | Walt Disney Studios Motion Pictures | |
| 13 de agosto         | Free Guy                          | 20th Century Studios                | |
| 20 de agosto         | The Night House                   | Searchlight Pictures                | |
| 17 de septiembre     | The Eyes of Tammy Faye            | Searchlight Pictures                | |
| 15 de octubre        | El último duelo                   | 20th Century Studios                | |
| 22 de octubre        | Ron da error                      | 20th Century Studios                | La primera película animada de TSG |
| 29 de octubre        | Antlers                           | Searchlight Pictures                | |
| 10 de diciembre      | West Side Story                   | 20th Century Studios                | |
| 17 de diciembre      | El callejón de las almas perdidas | Searchlight Pictures                | |
| 22 de diciembre      | The King's Man                    | 20th Century Studios                | |

### 2022
| Fecha de lanzamiento | Título                      | Distribuidor            | Notas                                                          |
| -------------------- | --------------------------- | ----------------------- | -------------------------------------------------------------- |
| 11 de febrero        | Muerte en el Nilo           | 20th Century Studios    |                                                                |
| 15 de julio          | La chica salvaje            | Sony Pictures Releasing | La primera colaboración de TSG con Sony Pictures Entertainment |
| 5 de agosto          | Bullet Train                | Sony Pictures Releasing |                                                                |
| 26 de agosto         | The Invitation              | Sony Pictures Releasing |                                                                |
| 16 de septiembre     | See How They Run            | Searchlight Pictures    |                                                                |
| 16 de septiembre     | La mujer rey                | Sony Pictures Releasing |                                                                |
| 7 de octubre         | Lyle, Lyle, Crocodile       | Sony Pictures Releasing |                                                                |
| 21 de octubre        | The Banshees of Inisherin   | Searchlight Pictures    |                                                                |
| 18 de noviembre      | El menú                     | Searchlight Pictures    |                                                                |
| 9 de diciembre       | Empire of Light             | Searchlight Pictures    |                                                                |
| 16 de diciembre      | avatar: The Way of Water    | 20th Century Studios    |                                                                |
| 23 de diciembre      | I Wanna Dance with Somebody | Sony Pictures Releasing |                                                                |
| 29 de diciembre      | Un hombre llamado Otto      | Sony Pictures Releasing |                                                                |

### 2023
| Fecha de lanzamiento | Título               | Distribuidor            | Notas |
| -------------------- | -------------------- | ----------------------- | ----- |
| 20 de enero          | Missing              | Sony Pictures Releasing |       |
| 10 de marzo          | 65                   | Sony Pictures Releasing |       |
| 14 de abril          | The Pope's Exorcist  | Sony Pictures Releasing |       |
| 21 de abril          | Chevalier            | Searchlight Pictures    |       |
| 28 de abril          | Big George Foreman   | Sony Pictures Releasing |       |
| 5 de mayo            | Love Again           | Sony Pictures Releasing |       |
| 2 de junio           | The Boogeyman        | 20th Century Studios    |       |
| 23 de junio          | No Hard Feelings     | Sony Pictures Releasing |       |
| 14 de julio          | Theater Camp         | Searchlight Pictures    |       |
| 25 de agosto         | Gran Turismo         | Sony Pictures Releasing |       |
| 1 de septiembre      | The Equalizer 3      | Sony Pictures Releasing |       |
| 15 de septiembre     | Dumb Money           | Sony Pictures Releasing |       |
| 15 de septiembre     | A Haunting in Venice | 20th Century Studios    |       |
| 10 de noviembre      | Journey to Bethlehem | Sony Pictures Releasing |       |
| 17 de noviembre      | Next Goal Wins       | Searchlight Pictures    |       |
| 17 de noviembre      | Thanksgiving         | Sony Pictures Releasing |       |
| 22 de noviembre      | Napoleon             | Sony Pictures Releasing |       |
| 8 de diciembre       | Poor Things          | Searchlight Pictures    |       |
| 22 de diciembre      | Anyone but You       | Sony Pictures Releasing |       |
| 22 de diciembre      | All of Us Strangers  | Searchlight Pictures    |       |

### 2024
| Fecha de lanzamiento | Título                            | Distribuidor                        | Notas |
| -------------------- | --------------------------------- | ----------------------------------- | --- |
| 14 de febrero        | Madame Web                        | Sony Pictures Releasing             | |
| 22 de marzo          | Ghostbusters: Frozen Empire       | Sony Pictures Releasing             | |
| 5 de abril           | La primera profecía               | 20th Century Studios                | |
| 3 de mayo            | Tarot                             | Sony Pictures Releasing             | |
| 10 de mayo           | Kingdom of the Planet of the Apes | 20th Century Studios                | |
| 7 de junio           | Bad Boys: Ride or Die             | Sony Pictures Releasing             | |
| 21 de junio          | Kinds of Kindness                 | Searchlight Pictures                | |
| 26 de julio          | Deadpool & Wolverine              | Walt Disney Studios Motion Pictures | Solo el titular de los derechos de autor; crédito "en asociación con" compartido con 20th Century Studios ; producido por Marvel Studios, Maximum Effort y 21 Laps Entertainment |
| 2 de agosto          | Harold and the Purple Crayon      | Sony Pictures Releasing             | |
| 9 de agosto          | Romper el círculo                 | Sony Pictures Releasing             | |